# Kai Dolgner

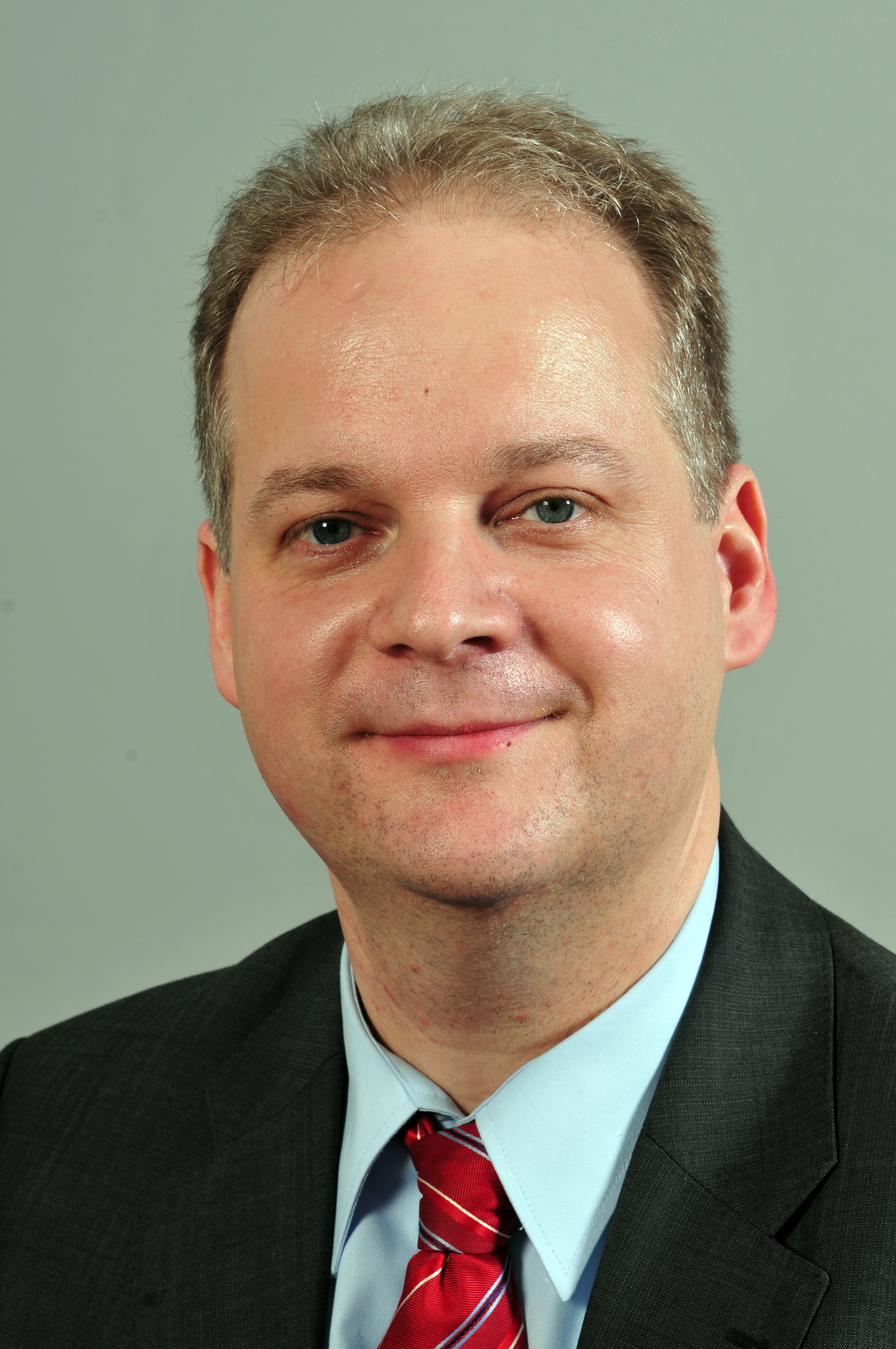
Kai Dolgner 2013

Kai Dolgner (* 23. Juli 1969 in Lübeck) ist ein deutscher Politiker (SPD) und Diplom-Chemiker. Er ist seit 2009 Mitglied des schleswig-holsteinischen Landtages.

## Leben
Nach dem Abitur am Kronwerk-Gymnasium in Rendsburg war Dolgner von 1989 bis 1991 Soldat auf Zeit und studierte dann Chemie an der Universität Kiel. Er schloss mit Diplom ab und wurde 2008 mit der Dissertation Gezieltes Design von Edelmetall-Polycarbonat-Grenzflächen durch Einbetten von metallischen Nanopartikeln promoviert. Von 1998 bis 2009 arbeitete er an der Universität Kiel als wissenschaftlicher Angestellter und war zwischen 2003 und 2009 Leiter des dortigen Centrums für Materialanalytik.

## Politik
Dolgner war von 1992 bis 1998 Sprecher der Juso-AG in Rendsburg und von 1995 bis 1999 Juso-Kreisvorsitzender in Rendsburg-Eckernförde. Er war von 1994 bis 2021 Kreistagsabgeordneter und 2008 bis 2021 Fraktionsvorsitzender der SPD-Kreistagsfraktion Rendsburg-Eckernförde sowie zweiter stellvertretender Landrat. Er war Aufsichtsrat der Abfallwirtschaftsgesellschaft Rendsburg-Eckernförde mgH. 
Dolgner ist seit dem 27. Oktober 2009 Abgeordneter des Schleswig-Holsteinischen Landtages. Er zog bei den Wahlen 2009, 2012, 2017 und 2022 über die Landesliste in das Parlament ein. Zudem kandidierte er jeweils auch im Landtagswahlkreis Rendsburg, konnte diesen aber nie gewinnen. Seit der 18. Wahlperiode des Landtages ist er Mitglied des Innen- und Rechtsausschusses, Vorsitzender der Arbeitsgruppe Innen und Recht der SPD-Landtagsfraktion und Mitglied im Fraktionsvorstand. Seit der 20. Wahlperiode ist er der Parlamentarische Geschäftsführer seiner Fraktion und Vorsitzender des Parlamentarischen Kontrollgremiums. Er lebt in Osterrönfeld.

## Privates
Dolgner ist verheiratet und Vater von zwei Kindern. Er ist evangelischer Konfession.